# Allaman–Aubonne–Gimel-Bahn
| Station Aubonne kurz nach der Betriebseröffnung |                                                               |                                               |                                               |
| |                                                               |                                               |                                               |
| Streckenlänge: | 9.9 km                                                        |                                               |                                               |
| Spurweite: | 1000 mm (Meterspur)                                           |                                               |                                               |
| Stromsystem: | 600 V =                                                       |                                               |                                               |
| Maximale Neigung: | 60 ‰                                                          |                                               |                                               |
| Minimaler Radius: | 45 m                                                          |                                               |                                               |
| Streckengeschwindigkeit: | 30 km/h                                                       |                                               |                                               |
| |                                                               |                                               |                                               |
| \| \| 0.0 \| Allaman (Güterverkehr) beim SBB Güterschuppen \| Allaman (Güterverkehr) beim SBB Güterschuppen \| \| \| \| Allaman SBB Lausanne–Genf \| \| \| \| \| Allaman (Personenverkehr) \| 736 m ü. M. \| \| \| \| Abzweigung zum SBB Personenbahnhof \| \| \| \| 1.3 \| Ausweiche \| Ausweiche \| \| \| 2.4 \| Aubonne \| Aubonne \| \| \| 4.4 \| Montherod-Signal de Bougy \| Montherod-Signal de Bougy \| \| \| 7.9 \| La Fouly \| La Fouly \| \| \| 9.4 \| Le-Prunier-Saubraz \| Le-Prunier-Saubraz \| \| \| 9.9 \| Gimel AAG \| Gimel AAG \| |                                                               |                                               |                                               |
| Betreiber: | Société électrique Aubonne                                    |                                               |                                               |
| Eröffnung: | Allaman–Aubonne: 23. Juli 1896 Aubonne–Gimel: 27. August 1898 |                                               |                                               |
| Stilllegung: | Aubonne–Gimel: 13. Mai 1950 Allaman–Aubonne: 17. Mai 1952     |                                               |                                               |
| Betriebs-/Güterbahnhof Streckenanfang (Strecke außer Betrieb) | 0.0                                                           | Allaman (Güterverkehr) beim SBB Güterschuppen | Allaman (Güterverkehr) beim SBB Güterschuppen |
| Kreuzung (Strecke geradeaus außer Betrieb) · Bahnhof quer |                                                               | Allaman SBB Lausanne–Genf                     | Allaman SBB Lausanne–Genf                     |
| Strecke (außer Betrieb) · Kopfbahnhof Streckenanfang (Strecke außer Betrieb) |                                                               | Allaman (Personenverkehr)                     | 736 m ü. M.                                   |
| Abzweig geradeaus und von links (Strecke außer Betrieb) · Strecke nach rechts (außer Betrieb) |                                                               | Abzweigung zum SBB Personenbahnhof            | Abzweigung zum SBB Personenbahnhof            |
| Dienststation / Betriebs- oder Güterbahnhof (Strecke außer Betrieb) | 1.3                                                           | Ausweiche                                     | Ausweiche                                     |
| Spitzkehrbahnhof rechts (Strecke außer Betrieb) | 2.4                                                           | Aubonne                                       | Aubonne                                       |
| Haltepunkt / Haltestelle (Strecke außer Betrieb) | 4.4                                                           | Montherod-Signal de Bougy                     | Montherod-Signal de Bougy                     |
| Haltepunkt / Haltestelle (Strecke außer Betrieb) | 7.9                                                           | La Fouly                                      | La Fouly                                      |
| Haltepunkt / Haltestelle (Strecke außer Betrieb) | 9.4                                                           | Le-Prunier-Saubraz                            | Le-Prunier-Saubraz                            |
| Kopfbahnhof Streckenende (Strecke außer Betrieb) | 9.9                                                           | Gimel AAG                                     | Gimel AAG                                     |

Die Chemin de fer Allaman–Aubonne–Gimel, deutsch Allaman–Aubonne–Gimel-Bahn, abgekürzt AAG, war eine elektrische Überlandstrassenbahn am Nordwestufer des Genfersees im Schweizer Kanton Waadt.

## Geschichte
Als 1858 die Hauptstrecke der Jura-Simplon-Bahn (JS) zwischen Lausanne und Genf in Betrieb genommen worden war, bemühten sich auch die Ortschaften am Fusse der Juraberge abseits des Ufers des Genfersees um die Erschliessung durch den Schienenverkehr. So entstanden hier zahlreiche Strassen- und Lokalbahnen.
Die Société électrique Aubonne, die ein Wasserkraftwerk betrieb, das den Gleichstrom von 600 Volt lieferte, eröffnete am 25. Juli 1896 eine elektrische Strassenbahn vom Bahnhof Allaman an der Hauptstrecke zu dem 2,4 Kilometer entfernten Städtchen Aubonne, das damals rund 1'700 Einwohner zählte. Dort wurde ein Depot mit Werkstatt angelegt. Zwei Jahre später folgte am 27. August 1898 vom Kopfbahnhof Aubonne eine Weiterführung bis an den Ortsrand von Gimel, einer beliebten Sommerfrische der Genfer. Das insgesamt 9,9 Kilometer lange, meterspurige Trassee war überwiegend auf der Landstrasse angelegt worden. Die Bahn nannte sich anfänglich Société électrique Aubonne (SEA), dann Aubonne–Allaman (AA) und zuletzt Allaman–Aubonne–Gimel (AAG).
Obwohl auch ein bescheidener Güterverkehr bedient wurde, blieb der Ertrag der Bahn hinter den Erwartungen zurück, zumal Gimel von 1898 bis 1938 noch durch eine zweite Bahn mit der Haupteisenbahnstrecke bei Rolle verbunden war, die von der Überlandstrassenbahn Rolle–Gimel (RG) betrieben wurde. Mit dieser Strassenbahn bestand in Gimel jedoch keine Gleisverbindung.
Die Strassenbahnstrecke Aubonne–Gimel wurde ab 14. Mai 1950 auf Autobusbetrieb umgestellt, und am 17. Mai 1952 kam auch das Ende für das restliche Teilstück. Seither wird die gesamte Linie mit Autobussen bedient.